# Chironius leucometapus
Chironius leucometapus – gatunek węża z rodziny połozowatych (Colubridae), występujący w zachodniej Ameryce Południowej prowadzący dzienny, częściowo nadrzewny tryb życia.

## Systematyka
Takson ten jako pierwszy opisał w 1978 roku John Alton Wiest w swojej pracy doktorskiej, nadając mu nazwę Chironius fuscus leucometapus, czyli uznając go za podgatunek Chironius fuscus. Opis ten w nieco zmodyfikowanej formie zamieścili w 1993 roku James R. Dixon, John Alton Wiest i José Miguel Alfredo María Cei na łamach swej książki Revision of the Neotropical snake genus Chironius Fitzinger (Serpentes, Colubridae), stanowiącej 13. część serii Monografie di Museo Regionale di Scienze Naturali, i to ten opis uznawany jest za pierwszy opublikowany zgodnie z zasadami nazewnictwa binominalnego. Holotyp (AMNH 53317) został odłowiony w Chanchamayo, region Junín w Peru. W 2006 roku Jennifer L. Hollis podniosła takson do rangi osobnego gatunku Chironius leucometapus.

### Etymologia
- Chironius: w mitologii greckiej Chiron (gr. Χείρων Cheírōn, łac. Chiron), był najmądrzejszym i najbardziej cywilizowanym z centaurów[7].
- leucometapus: gr. λευκό – „biały”, gr. μέτωπο – „czoło”[3].

## Morfologia
Jest to średniej wielkości wąż o małej głowie, której szerokość jest podobna do szerokości szyi, dużych oczach i dość jednolitym ubarwieniu. Dorosłe osobniki mają barwę oliwkową, niebieskooliwkową, bladoniebieską lub ciemnoniebieskawą. Przednia górna część głowy jest jasnobrązowa. Podbródek, gardło i przednia część brzucha białawe, bladożółte lub brudnożółte. Reszta brzucha podobna do grzbietu. Młode osobniki mają górną część głowy w kolorze brudnobiałym lub ciemnożółto-brązowym. Reszta grzbietu ciemnoniebieska lub niebieskobrązowa z jaśniejszymi poprzednimi prążkami (od 25 do 37). Brzuch i spód ogona szarobrązowy lub niebieskawy. Węże tego gatunku są podobne do Chironius monticola, Chironius multiventris i Chironius exoletus, różnią się od niego ilością rzędów łusek grzbietowych.
Wymiary:
|                          | Samiec  | Samica  |
| Długość całkowita (mm)   | 1950    | 1743    |
| Długość SVL (mm)         | 1474    | 1311    |
| Łuski grzbietowe (rzędy) | 10      | 10      |
| Tarczki brzuszne         | 151–153 | 152–160 |
| Tarczki podogonowe       | 117–120 | 110–124 |

## Występowanie
Występuje na amazońskich stokach Andów od środkowego Peru (Huanuco, Junín, San Martín) do północnego Ekwadoru. Jest spotykany na wysokości 500–3500 m n.p.m.

## Ekologia i zachowanie
Gatunek ten występuje zwykle w tropikalnych wilgotnych lasach górskich, tropikalnych wilgotnych lasach nizinnych w południowej strefie międzyzwrotnikowej. Jak inne gatunki z rodzaju Chironius prowadzi dzienny tryb życia. Jest wężem jajorodnym, w zbadanych okazach samic w jajowodzie znaleziono od 6 do 8 owalnych jaj o wymiarach 32,3x13,3 mm.

## Status
W Czerwonej księdze gatunków zagrożonych IUCN Chironius leucometapus jest uznawany za gatunek najmniejszej troski (LC, ang. Least Concern). Wielkość populacji nie jest oszacowana, a gatunek jest uznawany za rzadki. Trend liczebności populacji nie jest określony.